# 山口镇 (合浦县)
山口镇，是中华人民共和国广西壮族自治区北海市合浦县下辖的一个乡镇级行政单位。

## 行政区划
山口镇下辖以下地区：
山口街社区、山口村、山北村、河面村、水东村、山西村、山南村、山角村、丹刀村、永安村、新圩村、中堂村、英罗村、北界村、高坡村和山东村。